# Bukovec (district de Myjava)
Pour les articles homonymes, voir Bukovec.
Bukovec (en allemand : Bukowetz ; hongrois : Berencsbukóc) est un village du district de Myjava, dans la région de Trenčín, en Slovaquie.

## Histoire
La première mention écrite du village date de 1609.

## Démographie

### Évolution de la population
| Année:               | 1994. | 2004.   | 2014.   | 2024.   |
| -------------------- | ----- | ------- | ------- | ------- |
| Nombre de personnes: | 455   | 415     | 421     | 424     |
| Différence:          |       | -8,79 % | +1,44 % | +0,71 % |

| Année:               | 2023. | 2024.   |
| -------------------- | ----- | ------- |
| Nombre de personnes: | 425   | 424     |
| Différence:          |       | -0,23 % |